# 産交バス玉名営業所
産交バス玉名営業所（さんこうバスたまなえいぎょうしょ）は九州産交バスの子会社である産交バスの営業所の一つ。
かつては1991年に本体である九州産業交通から地域ごとに分社化され、熊北産交(ゆうほくさんこう)の発足と同時に同社の本社という役割も担っていたが、2005年4月に子会社再統合によって現在は産交バスの営業所として位置付けられている。

## 沿革
- 1942年8月　 九州産業交通発足と同時に玉名営業所供用開始。

※当初、玉名営業所は国道208号線沿いの玉名市中（玉名駅より100m坂を上った場所で現在のYOUランド玉名）にあった。
- 1991年4月　九州産業交通が経営活性化のため地域毎に子会社を設立。熊北産交(ゆうほくさんこう)が設立され、同社本社になる。
- 1997年　 玉名営業所が岱明町の現在地に移転（同時に南関営業所を統合）。これまで旧営業所に乗り入れていた長崎線（ありあけ号）をはじめ、旧営業所より発着していた各路線もすべて玉名駅に変更される。
- 2004年4月　熊本県荒尾市が運営していた荒尾市交通局が翌年に廃止されるのを前に、同市交通局の一部路線を熊北産交荒尾営業所に先行譲渡。
- 2005年4月　子会社再構築により、県内各ローカル子会社が統合し産交バスに社名変更。同社の営業所という位置付けに変更。また、荒尾市交通局が解散し、同市交通局が運行していた全ての路線を産交バス荒尾営業所に移譲される。
- 2006年12月 業務活性化により荒尾営業所を統合し、玉名・荒尾地区全域をカバーすることになる。
- 2016年10月 玉名市街地循環バス運行開始。

## 所在地
- 熊本県玉名市岱明町西照寺
  - 最寄バス停は玉名産交前（旧称・西照寺）

他に玉名営業所管轄で荒尾市南用尺区の荒尾車庫（旧：荒尾営業所）がある。また、熊本市北区植木町にも鹿南車庫があり、九州産交バス山鹿営業所・産交バス熊本営業所と共有しており、日中は当営業所の車両も休憩に入る。
かつては熊本市西区河内町に河内車庫、玉名郡横島町に駐在車庫があったが、いずれも廃止された。また、玉名郡南関町関町に南関車庫(旧産交観光バス南関営業所)もあったが、2019年10月における大幅な路線改廃に伴い同年9月末日をもって廃止された。

## 担当路線
主に熊本市の熊本桜町バスターミナル（桜町BT、旧：熊本交通センター）から同市北区（京町・池田・徳王・大窪・四方寄・植木）、西区（河内・金峰山など）ならびに玉名地区全域および荒尾市全域、山鹿市の一部をカバーしている。尚、荒尾地区においては2006年12月にこれまで荒尾市荒尾（南用尺区）にあった荒尾営業所を当営業所に統合している（旧荒尾営業所には旧荒尾市交通局から引き継いだ路線も含まれていた）。また、過去においては旧荒尾営業所において熊本から福岡県大牟田市を結ぶ快速バス（みいけ号）や、熊本から長洲港－＜有明フェリー＞－多比良港を経由して長崎方面に向かう特急バス（ありあけ号）も当営業所に乗り入れていた時期もあったが、現在はいずれも廃止されていることにより快速バス等の運営には関わっていない。
なお、2008年10月より熊本市－荒尾四ツ山の直通はなくなり、玉名で系統分割された。また、2016年10月1日改正で玉名市街地循環バスが新設されたと共に、植木経由交通センター線は玉名温泉を経由しなくなり、ゆめタウン玉名経由へ経路変更。旧・京12系統の梅林経由交通センター線は新玉名駅を経由しなくなった。さらに、2019年10月1日のダイヤ改正時において熊本都市圏路線の大幅見直しによって桜町BT－南関上町間を結ぶ直通路線が廃止されたほか、桜町BT－玉名駅を結ぶ直通路線も過去には船島経由、梅林経由、伊倉バイパス・河内・熊本駅経由など複数の系統が存在したがこれらはすべて廃止され大倉・植木経由1系統に1本化、運行本数も過去には終日1時間に3－4本運行されていたのを朝夕1時間に1本ずつの上り・下り便共にそれぞれ1日3便までに激減され、日中は植木・河内などでの乗り換えが必要となっている。

### 運行系統

#### 玉名営業所（直轄）
- 一部路線（玉名－山鹿線など）においては山鹿営業所との共管路線。
- 熊本市内行き路線には、アルファベット+数字－（ハイフン）数字の、玉名市内完結路線には数字のみの案内番号がつけてある。
- 都合上「玉名」（もしくは「玉名」寄り）を起点表記とする。
- 熊本桜町バスターミナルは「桜町BT」、山鹿バスセンターは「山鹿BC」と省略する。
- 玉名営業所（直轄）担当のバス路線は下記の路線図のものを表記。

「産交バス南関・山鹿地区路線図（2023年10月1日現在）」
「産交バス玉名地区路線図（2024年10月1日現在）」
| 路線名                                  | 案内番号 | 起点         | 運行経由地 | 終点             | 備考                                                                           |
| --------------------------------------- | -------- | ------------ | --- | ---------------- | ------------------------------------------------------------------------------ |
| 玉名－熊本 （大倉・植木経由）           | A3-2     | 玉名駅       | －玉名中町－大倉団地入口－玉東町役場前－鈴麦－植木－北部まちづくりセンター－池田2丁目－京町本丁－                  | 桜町BT           |                                                                                |
| 玉名－南関                              | 31       | 玉名駅       | －玉名高校前－北陵高校前－玉名温泉－山伏原－豊永－交流センター入口－南関町役場－南関ターミナル－                   | 南関上町         | 山鹿営業所との共管                                                             |
| 新玉名駅                                | 4        | 玉名駅       | －玉名高校前－北陵高校前－九州看護福祉大学－富の尾橋－                                                             | 新玉名駅         | 一部便は学生ダイヤあり（九州看護福祉大学休講日は運休）                         |
| 九看大                                  | 44       | 玉名駅       | －玉名高校前－北陵高校前－玉名温泉北口－                                                                           | 九州看護福祉大学 | 一部便は学生ダイヤあり（九州看護福祉大学休講日は運休）                         |
| 県北病院 （玉名中町・市役所経由）       | 51       | 玉名駅       | －亀甲商店街－玉名中町－玉名市役所前－新玉名駅－                                                                   | くまもと県北病院 |                                                                                |
| 県北病院 （玉名温泉経由）               | 51       | 玉名駅       | －玉名高校前－北稜高校前－温泉区－新玉名駅－                                                                       | くまもと県北病院 |                                                                                |
| 玉名－山鹿 （市役所・米の岳経由）       | 58       | 玉名駅       | －亀甲商店街－玉名中町－玉名市役所前－新玉名駅－菊水ロマン館－江田－鹿央市民センター前－山鹿大橋口－山鹿郵便局前－ | 山鹿BC           | 山鹿営業所との共管                                                             |
| 玉名－山鹿 （菊水インターチェンジ経由） | 54       | 玉名駅       | －玉名高校前－北稜高校前－九州看護福祉大学－新玉名駅－菊水ロマン館－和水町立病院－江田－城北高校前－               | 山鹿BC           | 平日朝1便のみ「九州看護福祉大学」は通過、山鹿営業所との共管                    |
| 玉名－植木                              | 16       | 玉名駅       | －ゆめマート玉名前－玉名文化センター前－玉名中町－大倉団地入口－木葉駅前－田原小下－植木－                         | 寺尾病院         | 2019年10月1日新設                                                              |
| 天水－熊本                              | T2-2     | 小天温泉     | －天水湖－聖ヶ塔－河内農協前－塩屋－小島産交－西区役所前－上高橋－田崎市場前－熊本駅－                             | 桜町BT           | 2019年10月1日新設                                                              |
| 天水－熊本                              | T2-3     | 天水支所     | －石橋－小天小学校前－天水生命学園前－小天温泉－（以降はT2-2に同じ）－                                             | 桜町BT           | 2019年10月1日新設                                                              |
| 菊水－植木                              | 38       | 菊水ロマン館 | －江田－用木－梅木谷－内村正院入口－平田機工－植木－                                                               | 寺尾病院         |                                                                                |
| 玉名市街地循環バス                      | 右回り   | 玉名駅       | →春出ループ橋→下前原→玉名魚市場→築山小学校前→玉名温泉→玉名市役所→玉名中町→亀甲商店街→                              | 玉名駅           | 右回りは「ぐるっとフラワー号」、左回りは「ぐるっとメロディー号」の愛称がある。 |
| 玉名市街地循環バス                      | 左回り   | 玉名駅       | →亀甲商店街→玉名中町→玉名市役所→玉名温泉→築山小学校前→玉名魚市場→下前原→春出ループ橋→                              | 玉名駅           | 右回りは「ぐるっとフラワー号」、左回りは「ぐるっとメロディー号」の愛称がある。 |

尚、当営業所からは直接乗車できないが、国道沿いの『玉名産交前』バス停からは荒尾発玉名市役所行きと玉名発バスセンター行きが停車している。
以前においては桜町BT方面行きのバスにも乗車する事ができたが、2008年10月1日のダイヤ改正において熊本－荒尾間の直通路線が廃止（全て玉名駅において乗換え）となったことにより玉名産交前には停車しない。
尚、玉名駅からは市内環状線や南関・山鹿線など多数の路線が発着している。

#### 荒尾車庫
- 荒尾市内を発着する全路線は独自で行先別に数字のみの系統番号がつけてある。荒尾車庫も下記以外に熊本都市圏路線（桜町BT方面）を一部担当する。
- 荒尾バスセンターは「荒尾BC」と省略。
- 荒尾車庫担当のバス路線は下記の路線図のものを表記。

「荒尾市公共交通マップ　（2024年12月1日現在）」
| 路線名                | 案内番号 | 起点        | 運行経由地 | 終点         | 備考                                |
| --------------------- | -------- | ----------- | --- | ------------ | ----------------------------------- |
| 荒尾－玉名            | 1        | 荒尾BC      | －ゆめタウンシティモール－岱志高校前－桜山町4丁目－金山－玉名産交前－玉名工業高校前－築地－玉名駅－玉名温泉－                                                | 玉名市役所   |                                     |
| 倉掛線 （環状線）     | 5        | 荒尾BC      | －ゆめタウンシティモール－緑ヶ丘3丁目－倉掛－万田坑前－荒尾駅前－荒尾市役所前－本村－有明医療センターゆめタウンシティモール－                                | 荒尾BC       | 右回りと左回り（逆廻り）の2系統あり |
| 八幡台線              | 8        | 八幡台1丁目 | －八幡台2丁目－今寺公民館前－新道閑橋－ゆめタウンシティモール－荒尾BC－有明医療センター－本村－荒尾市役所前－荒尾駅前－                                      | 四ツ山       |                                     |
| グリーンランド線      | 11       | 荒尾駅      | －荒尾市役所前－荒尾産交前－ポリテクセンター前－グリーンランド正門－ゆめタウンシティモール－                                                                 | 荒尾BC       |                                     |
| 東屋形線 （環状線）   | 12       | 荒尾BC      | －ゆめタウンシティモール－新図団地前－五木食品前－有明高校前－有明医療センター－海陽中前－荒尾産交入口－東屋形－向陽台－緑ヶ丘校前－ゆめタウンシティモール－ | 荒尾BC       | 右回りと左回り（逆廻り）の2系統あり |
| 牛水清里線 （環状線） | 23       | 荒尾BC      | →ゆめタウンシティモール→有明医療センター→荒尾警察署横→清里校前→牛水→南荒尾駅→有明医療センター→ゆめタウンシティモール→                                        | 荒尾BC       | 右回りのみ（左回りは無し）          |
| 桜山線 （新図経由）   | 31       | 荒尾BC      | －ゆめタウンシティモール－新図団地－桜山町－有明医療センター－本村－荒尾市役所前－荒尾駅前－                                                                 | イオンタウン |                                     |

荒尾地区においてはもともと産交バスと旧・荒尾市営バスとの路線があり、2006年に荒尾市営バス解散により産交バスに統合された経緯があって、重複した系統もみられるなど複雑な路線網を形成していた。2008年よりバス路線網の見直しがおこなわれ、重複する、あるいは比較的利用者の少ない路線においては系統の廃止や統合がなされ、同時に荒尾市と熊本市とを結んでいた基幹路線は玉名を境に系統分割されている。2013年10月改正で大幅な再編が行われ、庄山環状線及び府本線は本改正時に廃止され、予約型乗合タクシー「あいのり平井号」・「あいのり府本号」へ移行した。また、かつては長洲町へも乗り入れ、21番長洲玉名線と22番長洲港線が運行されていたが、2020年9月30日をもって路線廃止となり、長洲町のバス路線が全廃された。
2024年12月において、再度荒尾地域バス路線網の大幅再編が実施された。これは、荒尾地域における昨今の少子高齢化ならびに若者を中心としたマイカーの普及などのモータリゼーションの加速化の影響、2020年に発生した新型コロナウイルスの感染拡大における新しい生活様式の多様化などにより、バスを利用する乗客のおびただしい減少傾向、赤字増加に伴う市からのバス路線維持のための補助金増額などの市の財政負担の増加、それに加えて近年の慢性的な乗務員不足も影響し、2024年4月から国により実施されたバス事業者における「働き方改革」において、運転業務における時間外労働時間の上限設定や休息時間の確保基準の変更等（いわゆる2024年問題）により、これまでの路線数や乗務員の数ではバスの運行を維持していくことが困難であり、これらの課題を解決するため、主に以前から利用の少なかった路線の廃止、さらには一部路線の統合が実施された。これにより、以下の路線が廃止・統合・循環バス化している。
- 荒尾玉名線・グリーンランド線を除く市内線の全てが「有明医療センター（旧・荒尾市民病院）構内」に乗り入れ。
- 5番系統の倉掛線（荒尾BC－荒尾駅間）を再編し、循環線へ。
- 7番系統の八幡台線（八幡宮前経由）を廃止。
- 12番系統の東屋形線（イオンタウン－荒尾BC間）と13番系統の福祉村線（同（福祉村経由））・14番系統の住吉線（同（東宮内経由））を統合し、循環線へ。
- 23番系統の牛水清里線は経路を変更し、これまでの荒尾駅－荒尾BC間から荒尾BCを起終点とした循環線へ。
- 14番系統の住吉線の一部、32番系統（山の手経由）・33番系統（八幡台行）の桜山線は系統を廃止し、乗合タクシー「おもやいタクシー」へ移行。

## 車両
- 大型車
  - 基本的に国産4メーカーでの導入とはなっているが、大型車は以前から新車での導入はあまりなく、かつては熊本都市圏路線で使用されていた他の営業所から移管してきた車両もしくは空港リムジンや貸切からの格下げ車などが多かったが、徐々に移籍車へ置き換えられた。最近では、小田急バス（元ニューステップ車・富士重工車体）、新京成バス（富士重工車体）(※三角営業所から転属してきた車両も含む)から移籍したいすゞ・キュービックや、横浜市営バス・水間鉄道からの日産ディーゼル・スペースランナーJP(西工)が在籍し、これらの大型車は九州看護福祉大学線や桜町BT（熊本市内線）発着系統で運用されている。
  - 尚、2024年11月に「新車」として大型路線車両(日野ブルーリボン)が2台が配置された。当営業所への「新車」での導入は数十年ぶりとなるもの。これにより旧荒尾市営バスで使用されていた三菱ふそう・エアロスターMの2台が廃車され、荒尾市営バスからの譲渡車は全廃となった。この「新車」についても上記同様、九州看護福祉大学線や、時として桜町BT（熊本市内線）発着系統として熊本都市圏へ乗り入れる事もある。
- 中型車
  - 各路線で幅広く運用されている主力車種。国産4メーカーそれぞれ在籍する。移籍車で経年車の置き換えが進み、旧来から配属されていたいすゞ・ジャーニーKなどの旧型車は姿を消した。最近では、京浜急行バス・京王バス・南海バス・名古屋市交通局・神奈川中央交通などからの移籍車両が配属されている。 2015年に東急バスから移籍の日野・レインボーHRが当営業所初のノンステップバスとなり、2016年には日野・レインボーⅡノンステップバスが新車(九州産交グループでの中型路線車の新車は約20年ぶり)で配属され、以後も日野・レインボーが追加導入された。
- マイクロ
  - 日野・リエッセ、いすゞエルガミオ7m車が配属され、荒尾市内線や旧産交観光路線や山鹿・南関方面、玉名市街地循環バスで運用される。

## 併設施設
- 九州産交オートサービス玉名整備工場

かつては九州産交観光玉名営業所もあったが、現在は本社・熊本営業部に統合されている。